# Bruno Pelletier
Bruno Pelletier (Charlesbourg, 7 agosto 1962) è un cantante canadese.
È considerato il cantante uomo più rappresentativo del Québec, conosciuto soprattutto per aver interpretato la parte di Pierre Gringoire nel musical Notre Dame de Paris, composto da Riccardo Cocciante.

## Biografia
La sua carriera inizia nel 1983, quando con un gruppo di amici forma un gruppo rock anglofono, per poi passare alla lingua francese. Il periodo d'oro inizia nei primi anni novanta, quando si esibisce in vari bar di Montréal e, successivamente, prende parte a diversi spettacoli musicali.
Nel 1997 esce l'album Miserere, che registra un alto livello di vendite e gli permette di vincere il premio come "miglior cantante dell'anno".
Nel 1999 si esibisce con Cèline Dion durante il "Millennium Concert" al Molson Centre di Montrèal. Concerto tenuto da Dion il 31 dicembre come spettacolo finale del "Let's Talk about Love World Tour".
Il successo planetario arriva nel 1998, grazie al ruolo di Gringoire nel musical di Notre Dame de Paris, che lo terrà impegnato per i due anni successivi.
Nel 2006 si cimenta nel ruolo di Dracula nella commedia musicale da lui creata Dracula - Entre l'amour et la mort, che tocca numerose città del Québec tra il gennaio e il dicembre del 2006.
Nel 2007 è uscito un album di musica jazz intitolato Bruno Pelletier et la Grozorchestre.